# Hardap
Hardap és una de les 13 regions de Namíbia. La regió rep el nom de la presa d'Hardap, la qual es troba en aquesta regió i és la més gran de tot el país. A l'oest de la regió s'hi troba el desert del Namib. La capital d'Hardap és Mariental, mentre la ciutat més gran de la regió és Rehoboth.

## Geografia
Hardap es troba al sud de Namíbia. A l'est de la regió hi ha una part del desert del Kalahari i, a la banda occidental, la costa de l'oceà Atlàntic i una franja costanera del desert del Namib. El centre de la regió es caracteritza, gràcies a les reserves d'aigua de la presa d'Hardap, per un paisatge agrícola

## Administració
En la superfície de 109.888 km² d'Hardap hi viuen 67.998 habitants repartits en els seus districtes de la següent manera (2001):
- Gibeon (Namíbia) amb 11.201 habitants
- Maltahöhe amb 2.400 habitants aprox.
- Mariental (Namíbia) (Ciutat) amb 11.977 habitants
- Mariental (Namíbia) (Districte) amb 13.596 habitants
- Rehoboth (Districte) amb 7.365 habitants
- Rehoboth Est amb 12.581 habitants i
- Rehoboth Oest amb 9.201 habitants.

## Economia i població
La zona central d'Hardap es troba a l'eix nord-sud que uneix la capital de Namíbia, Windhoek, amb la capital de Karas, Keetmanshoop, i que continua cap al sud, fins a Sud-àfrica. Aquest eix consisteix d'una connexió ferroviària i de la carretera nacional B1. Al llarg d'aquest eix s'hi troben la majoria de pobles, ciutats i negocis de la regió. Aquesta zona té abundants reserves d'aigua gràcies a la presa d'Hardap, que es troba a prop de Mariental, però en l'estació de les pluges sovint és assolada per inundacions.
Hardap és una de les regions de Namíbia amb un percentatge més elevat de població d'origen europeu. En gairebé cap altra regió del país s'hi troben tants topònims d'origen no africà. Així s'explica com és que el 80% aprox. de topònims són en alemany i el 15% restant en afrikaans, anglès o bé una mescla de totes tres llengües.